# Гайка

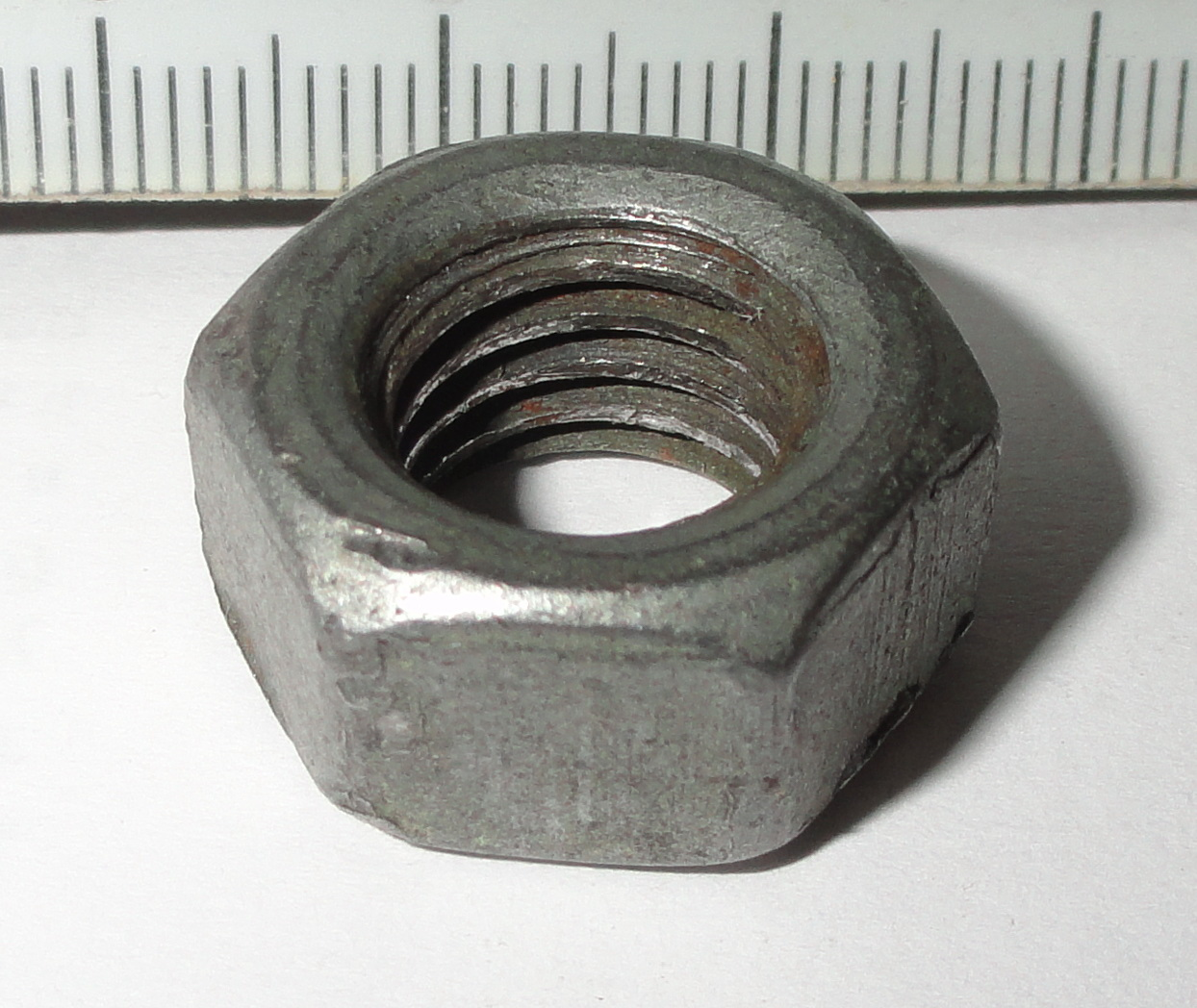
Гайка М10 под ключ 17
(ГОСТ 5915—70)

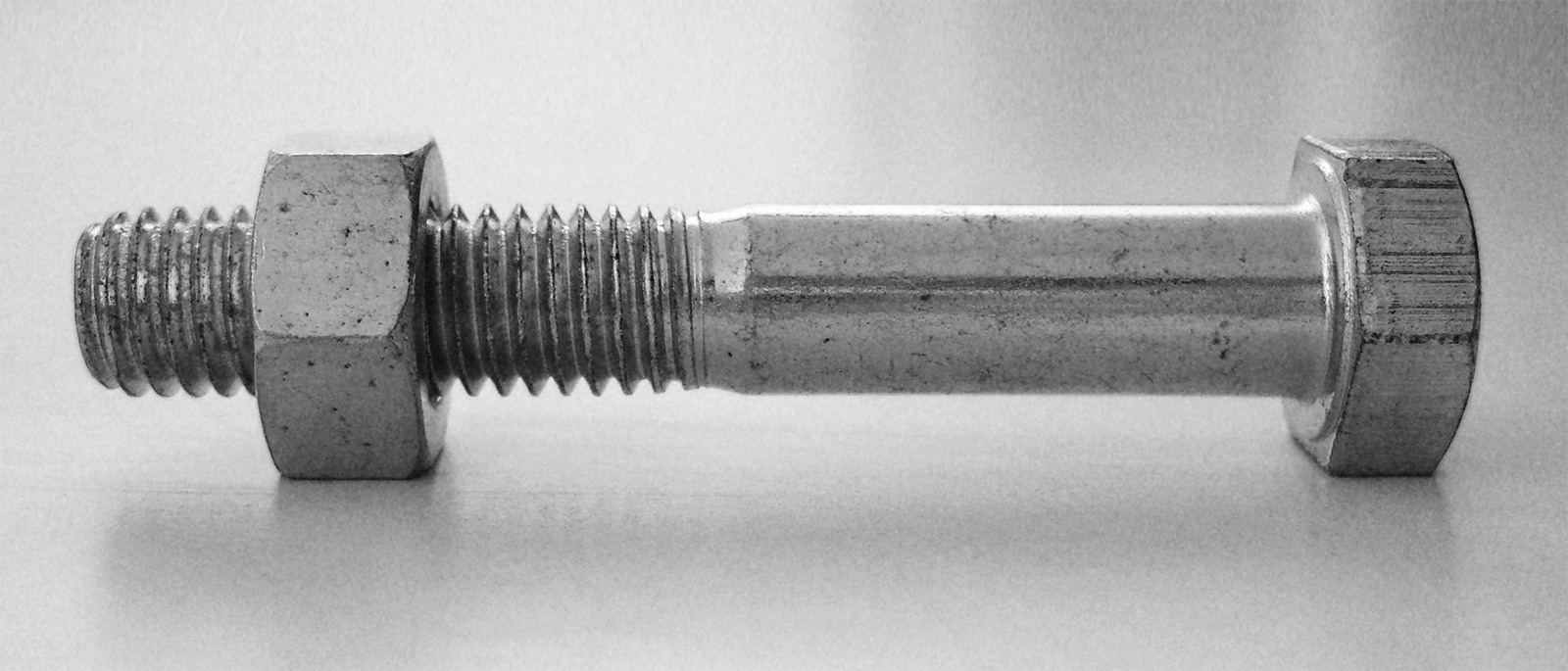
Гайка на болте

Соединение, образованное болтом и гайкой
Соединение, образованное гайкой и шпилькой

Основные размеры шестигранной гайки:
d — диаметр резьбы
m — высота гайки
S — размер под ключ
e — диаметр описанной окружности

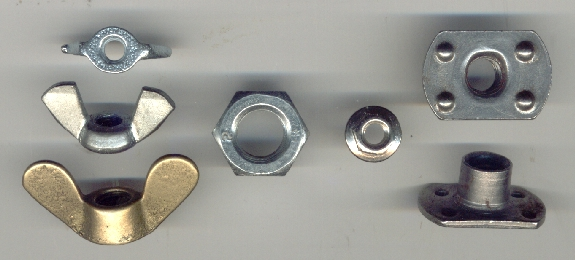
Виды гаек (слева направо): гайка-барашек, гайка шестигранная, гайка с фланцем, гайка-анкер.

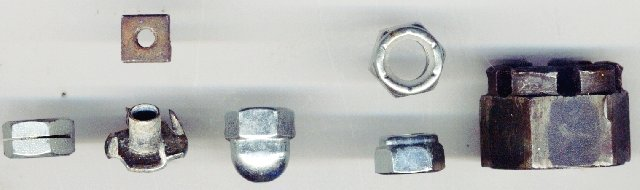
Виды гаек (слева направо): гайка разрезная, гайка квадратная, гайка усовая мебельная врезная («краб»), гайка колпачковая, гайка с пластиковой (полиамидной) вставкой («самоконтрящаяся»), гайка прорезная (корончатая).

Га́йка — крепёжное изделие с резьбовым отверстием, образующее разборное соединение с помощью винта, болта или шпильки.
Один из видов метизов.

## Описание
Гайкой является крепежное изделие с резьбовым отверстием и конструктивным элементом для передачи крутящего момента. Конструктивным элементом гайки для передачи крутящего момента может быть многогранник, накатка на боковой поверхности, торцевые и радиальные отверстия, шлицы и т. д.
Также гайкой называют деталь винтовой передачи, перемещающуюся по винту.
Обычно гайки изготавливаются шестигранной формы под гаечный ключ, но могут быть и квадратными, круглыми с насечкой, с выступами под пальцы («барашки»), с рифлением, шлицом, или другой произвольной формы.
Гайки из углеродистых нелегированных и легированных сталей разделяются по классу прочности 4; 5; 6; 8; 9; 10; 12 — для гаек с нормальной высотой, равной или более 0,8d; 04; 05 — для гаек с номинальной высотой от 0,5d до 0,8d. Класс прочности обозначен числом при умножении которого на 100 получают значение напряжения от испытательной нагрузки в МПа и указывает на наибольший класс прочности болтов, с которыми они могут создавать соединение. При этом сочетании, происходит разрушение стержня болта раньше, чем резьбы, что позволяет легко выявить разрушение крепёжного изделия.
Гайки, как правило, производятся на станках-автоматах из автоматной стали.

## Области применения
В основном гайки применяются в механико-сборочных производствах — от детского конструктора до строительства мостов и других инженерных идей.
В автомобилестроении применяются специальные колесные гайки (в народе секретки), которые способны предотвратить несанкционированный демонтаж колеса. Такие изделия изготавливаются из прочных сплавов и монтируются при помощи специального гаечного ключа.

## Разновидности
Гайки имеют множество разновидностей, например:
- шестигранные;
- квадратные;
- шестигранные с фланцем;
- круглые со шлицем на торце;
- прорезные (корончатые), специально предназначенные для контровки шплинтом;
- колпачковые;[4]
- гайки-барашки для быстрой сборки-разборки соединения без использования инструментов;
- рым-гайки;
- контргайки;
- самоконтрящиеся гайки;
- отрывные антивандальные гайки;
- гайки пятигранные антивандальные;
- гайки антивандальные конические со шлицем типа tri-groove, отвинчиваются только с использованием специальной торцевой головки;
- соединительные для шпильки;
- гайки цилиндрические с сетчатым или прямым рифлением для сборки-разборки соединения вручную без использования инструментов.